# 桃園市平鎮區復旦國民小學
桃園市立復旦國民小學（英文：Fu-Dan elementary School）簡稱復旦國小，位於中華民國臺灣桃園市平鎮區。

## 學校簡介

### 校訓
勤學卓越 快樂成長

### 校徽釋義
設計:廖新鉅 繪圖:吳文聲 釋義:謝在鴻
綜合含義：
「復旦」國民小學「如日之東升，日日新，又日新」，
以培育「健康、快樂，勤學、卓越」的好兒童為目標，
邁向至善至美的境界。
徽形意義：
由國民小學之「復」「旦」「小」三字變化造形，
構成太陽升起露出六道曙光，構成巨輪，
像徵一復旦國民小學「如日東升，日新月異」。
顏色意義：
「復」字用艷紅，代表活潑、快樂、進取，
有如燦爛朝陽。整個黴形為鮮藍色，
代表明朗、智慧。蘊育「好學、勤學、卓越」的好兒童。

### 校歌
復旦復旦是我們的學校是我們的樂園
藹藹師尊誨與教莘莘學子勤且勉
彬彬有禮守紀律健康活潑
愛整潔復旦同學智仁勇攜手同上康莊道。

## 校園歷史

### 演變與發展
- 開辦--1984年8月1日 假義民廟新明國小招生上課。
- 創校--1984年8月30日 首任校長宋澄源到任。
- 民國74年4月2日 第一期工程教學大樓校門完工。
- 民國81年9月1日 第二任校長謝在鴻到任。
- 民國84年4月 專科教室大樓、活動中心落成，學校規劃、整體建校完。

### 歷任校長
| 任期 | 姓名   | 性別 | 任職日期  | 離職日期      | 備註 |
| ---- | ------ | ---- | --------- | ------------- | ---- |
| 1    | 宋澄源 | 男   | 1984年8月 | 1991年8月     |      |
| 2    | 謝在鴻 | 男   | 1991年8月 | 2000年2月     |      |
| 3    | 王亞賢 | 男   | 2000年8月 | 2009年8月     |      |
| 4    | 陳玲珍 | 女   | 2009年8月 | 2013年7月退休 |      |
| 5    | 詹益銘 | 男   | 2013年8月 | 2022年7月退休 |      |
| 6    | 魏瑞汶 | 女   | 2022年8月 | 現任          |      |

## 著名校友
- 蕭亞軒
- 黃姵嘉

## 學校週邊
- 育達高中
- 復旦高中
- 平興國中
- 新明國中
- 義興國小
- 平興國小
- 文化國小
- 中壢國中

## 外部連結
- 桃園市立復旦國民小學 （页面存档备份，存于）